# Āratī

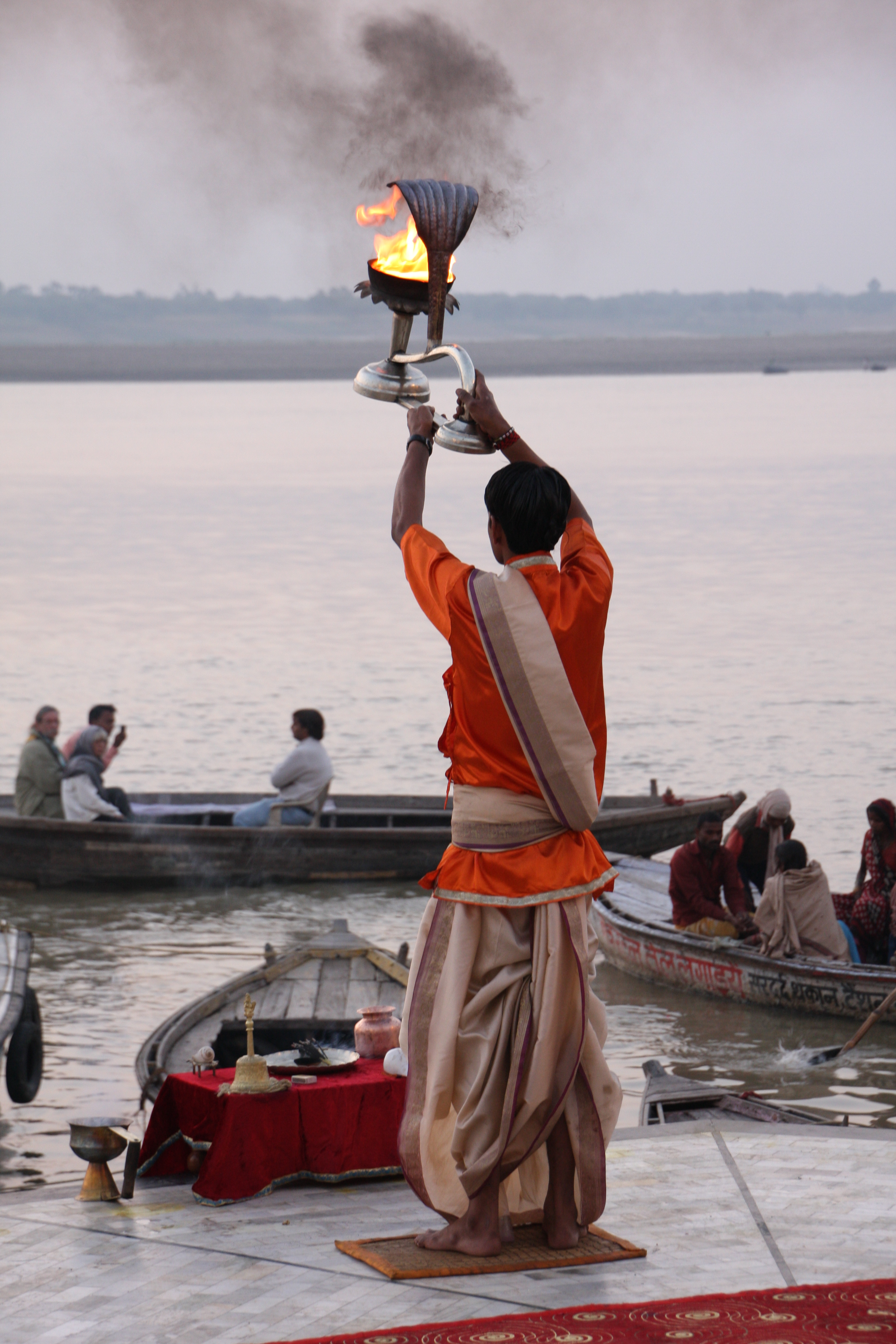
Āratī del mattino presso Varanasi.

L'āratī (in hindī आरती, anche traslitterato ārtī o, all'inglese, aarti; in sanscrito आरति, ārati oppure आरात्रिक, ārātrika) è un rituale induista nel quale la luce emessa da una o cinque fiamme di canfora viene offerta alla divinità, o a uno dei suoi aspetti, attraverso le mūrti. Corrisponde quindi all'adorare tale divinità per mezzo della luce.

## Descrizione
Nel caso di cinque luci esse simboleggiano i cinque elementi della terra, dell'aria, del fuoco, dell'acqua e dell'etere, rappresentando quindi la totalità del Cosmo. Le luci vengono mosse con una rotazione in senso orario davanti all'immagine della divinità.
Āratī è anche il canto devozionale tradizionalmente intonato durante il rituale. L'āratī viene eseguita solitamente al mattino e alla sera, o come conclusione di una pūjā o di una sessione di bhajan, di cui l'āratī rappresenta il momento culminante. Il canto liturgico più diffuso è Oṃ jaya Jagadīśa Hare, dedicato al dio Visnù.
L'offerta della fiamma di canfora ha un preciso significato simbolico: poiché arde senza lasciare residui, essa rappresenta l'ego che, una volta raggiunta la realizzazione spirituale, scompare senza lasciare alcuna traccia.